# Апелляционный суд четвёртого округа США
Апелляцио́нный суд четвёртого о́круга США (дословно Апелляционный суд США по четвёртому федеральному апелляционному округу; англ. United States Court of Appeals for the Fourth Circuit, сокращённо 4th Cir.) — федеральный суд апелляционной инстанции США, рассматривающий дела в штатах Виргиния, Западная Виргиния, Северная Каролина, Южная Каролина, Мэриленд.
Суд расположен в Федеральном здании суда имени Льюиса Ф. Пауэлла-младшего в Ричмонде, штат Виргиния.
Верховный суд США может проверить и пересмотреть решение Апелляционного суда только в том случае, если оно существенно нарушает сложившуюся судебную практику либо имеется неразрешённая коллизия в вопросе федерального права.

## Территориальная юрисдикция
В Апелляционном суде по четвёртому федеральному апелляционному округу обжалуются окончательные решения, принятые по вопросам, относящимся к федеральной юрисдикции, следующих нижестоящих судов федерального уровня:
- Федеральный окружной суд Восточного округа Виргинии
- Федеральный окружной суд Западного округа Виргинии
- Федеральный окружной суд Северного округа Западной Виргинии
- Федеральный окружной суд Южного округа Западной Виргинии
- Федеральный окружной суд Восточного округа Северной Каролины
- Федеральный окружной суд Западного округа Северной Каролины
- Федеральный окружной суд Среднего округа Северной Каролины
- Федеральный окружной суд Южной Каролины
- Федеральный окружной суд Мэриленда